# Morchella intermedia
Morchella intermedia, vulgarmente conocida como morilla,, es una especie de hongo de la familia Morchellaceae. Se trata de una seta comestible recomendada. Es propia de ambientes montañosos.
Se le denomina intermedia ya que sus características se encuentran entre las de la especie Morchella cónica y la Morchella costata. Es un hongo de porte pequeño.
En Argentina crece sobre suelo en bosques de ciprés, roble pellín, coihue, ñire y lenga. Solo se desarrolla entre los meses de octubre y noviembre en la zona cordillerana patagónica en las provincias de Neuquén, Río Negro y Chubut.

## Descripción
Especie humícola de 5 a 10 cm de altura y de 2 a 4 cm de diámetro con un casquete de forma cónica, esponjosa y pardusca que presenta varias cavidades dispuestas en hileras verticales. El casquete y el tallo están separados por una depresión muy visible. El tallo, de color ligeramente más claro que el sombrero, es hueco, a veces arrugado y bastante frágil. La pulpa es fina, frágil y tiene un olor y sabor muy agradable. Esta especie produce esporas de color ocre.

## Consumo
Es una especie comestible, recomendándose consumirla cocida.